# 한충 (후한)
한충(韓忠, ? ~ 184년)은 중국 후한 말의 무장이다.

## 행적
황건의 난에 가담하여 완성에서 병력을 이끌었다.
조홍(趙弘)이 관군과 싸우다 죽자 완성에서 농성하며 주준(朱儁)에게 맞섰다. 주준은 부하들에게 성의 서남쪽을 공격하게 하고 자신은 성의 동북쪽에 숨어 있다가 황건적의 방비가 소홀해지자 성벽을 넘어 안으로 들어왔다.
전투에서 패한 한충은 작은 성채로 달아나 항복을 청했으나, 주준이 받아들이지 않자 결사적으로 저항하여 관군의 공격을 막아냈다. 주준이 작전을 바꾸어 포위망을 풀자, 성채에서 나와 싸웠으나 관군에게 대패했다.
한충 자신은 남양(南陽)태수 진힐(秦頡)에게 죽임을 당했다.

## 《삼국지연의》에서의 한충
삼국지연의에서는 완성을 공격할 때 공격방향을 속인 계책을 유비(劉備)가 주준에게 제안한 것으로 되어 있다. 수세에 몰린 한충이 성을 버리고 달아나려 했으나, 관군이 쏜 화살에 맞아 죽었다.